# Девід Гейвуд Шварц
Девід Гейвуд Шварц (Девід Хейвуд Суорц) (англ. David Heywood Swartz); (3 березня 1942, Чикаго, штат Іллінойс) — американський дипломат, керівник передової групи з відкриття Генерального консульства США в Києві (1978—1980), перший посол США в Республіці Білорусь (1992—1994).

## Життєпис
Народився 3 березня 1942 року в Чикаго. У 1964 році отримав бакалавра в Коледжі Саутуестерн, у 1966 році ступень магістра Університету штату Флорида та у 1983 році закінчив Королівський військовий коледж Канади, Кінгстон Є спеціалістом з питань Радянського Союзу та Східної Європи, розмовляє російською та українською мовами.
З 1966 року на дипломатичній роботі в Державному департаменті США, працював у Посольстві США в СРСР, був керівником передової групи з відкриття Генерального консульства США в Києві. 
Був Генеральним консулом США в Цюриху, Швейцарія (1980—1982); Генеральним консулом в Калгарі, Канада (1983—1984); Заступником посла США у Варшаві, Польща (1984—1988); Директор з персоналу Центру зі зниження ядерних ризиків Державного департаменту США (1988—1989); Декан факультету іноземних мов в Інституті закордонної служби (1989—1991); Старший інспектор в Управлінні Генерального інспектора Державного департаменту США (1991—1992); З серпня 1992 по січень 1994 рр. — перший Надзвичайний і Повноважний Посол США в Республіці Білорусь.
З 1995 року на пенсії. У 1996 році Шварц заснував і досі керує Фондом Європейського гуманітарного університету, який сприяє розвитку приватної вищої освіти в Білорусі. На прохання Державного департаменту він два роки (2001-03) очолював Місію Організації з безпеки та співробітництва в Європі в Молдові.

## Генконсульство США в Києві
У 1978 році змінив на посаді Робіна Портера, керівника передової групи з відкриття генконсульства США в Києві, яке планувалося на початок 1980 року за адресою вул. Стрілецька, буд. 12-16, Девід Шварц спробував дослідити інформацію про діяльність консульства США в Києві у 1918 році. Він звернувся до інституту історії АН УРСР, де йому повідомили що у них немає жодних відомостей про перше американське консульство в Києві часів (УНР), й порадили звернутися до Держдепу США або пошукати відомості в художній літературі.